# Щ-408
«Щ-408» — советская дизель-электрическая торпедная подводная лодка, принадлежит к серии X-бис проекта Щ — «Щука».

## История корабля
Лодка была заложена 23 апреля 1939 года на заводе № 194 «им. А. Марти» в Ленинграде, спущена на воду 4 июня 1940 года, 10 сентября 1941 года вступила в строй и вошла в состав КБФ.

### Служба
В мае 1943 года «Щ-408» вышла из Кронштадта в боевой поход. В районе острова Вайндло она в течение трёх суток пыталась преодолеть сетевые и минные заграждения, выставленные противником на пути из Финского залива в Балтийское море. Аккумуляторная батарея разрядилась, запасы воздуха иссякли, люди начали задыхаться, терять сознание. Из топливных цистерн, повреждённых взрывами мин, на поверхность всплывали пятна дизельного топлива, демаскирующие подлодку, которая была обнаружена финской авиацией и катерами. Командиром корабля был уроженец города Грозный капитан-лейтенант П. С. Кузьмин, который принял решение донести о создавшемся положении на командный пункт флота. С этой целью были продуты цистерны главного балласта и лодка всплыла.
Поднявшись на мостик, командир визуально обнаружил группу катеров, которые начали обстреливать всплывшую подлодку. Как оказалось, одновременно с «Щ-408», тем же маршрутом, но только в сторону Ленинграда шла подводная лодка «Щ-303», которая считалась пропавшей без вести. Именно она привела за собой целый «хвост» из вражеских кораблей. На палубу был вызван артиллерийский расчёт, к орудиям поданы снаряды. Подводная лодка вступила в неравный бой. Метким огнём были поражены два катера. На берег ушла радиограмма с просьбой прислать самолёты. С флотских аэродромов на помощь подводникам последовательно вылетели три авиационные группы 71 полка, четыре советских самолёта были сбиты. Лётчики не смогли найти и оказать помощь «Щ-408». Корабль ушёл под воду, не спустив флага. Двое суток оставшийся экипаж боролся за жизнь корабля на дне залива. Была предпринята попытка всплыть, но она не увенчалась успехом. После очередной бомбардировки глубинными бомбами, финские военнослужащие зафиксировали большое количество пузырей воздуха. «Щ-408» погибла.

## Память
В январе 1964 года в честь командира лодки Павла Кузьмина была названа улица в Ленинграде.
В мае 2016 года российские дайверы-поисковики проекта «Поклон Кораблям Великой Победы — 2016» совместно с финской поисковой командой Subzone обнаружили и идентифицировали Щ-408. Лодка находится в эстонских территориальных водах. Согласно отчету дайверов, 45-мм пушки лодки повёрнуты в сторону левого борта и находятся в боевом положении, на палубе лежат ящики со снарядами. Все люки лодки задраены, на рубке чётко видны пробоины от снарядов. Таким образом все сведения о последнем бое Щ-408 подтверждаются.
Останки подводной лодки внесены в Государственный регистр памятников культуры Эстонии и охраняются эстонским государством как памятник подводной археологии. В храме преподобного Сергия Радонежского в Палдиски освящена мемориальная доска в память о погибших подводниках.